# جوردي فابريغات
جوردي فابريغات فالمانيا (بالإسبانية: Jordi Fabregat) (ولد في 4 ديسمبر 1961) هو لاعب كرة قدم إسباني معتزل كان يلعب كمدافع، وهو مدرب نادي غيخيليو حاليا.